# Julio Cortázar
Julio Cortázar (Brüsszel, 1914. augusztus 26. – Párizs, 1984. február 12.) argentin író, a huszadik századi dél-amerikai irodalom egyik legkiemelkedőbb alakja.

## Élete
Julio Florencio Cortázar 1914-ben született a német megszállás alatt álló Brüsszelben. A család 1918-ban tért vissza Argentínába, ahol Cortázar egész gyermekkorát töltötte. Első regényét alig kilencévesen írta, első verspróbálkozásai pedig olyannyira jól sikerültek, hogy édesanyja plágiumnak hitte őket.
1932-ben tanítói diplomát szerzett. 1935-ben felvételt nyert a bölcsészkarra, a család rossz anyagi helyzete miatt azonban tanulmányait félbehagyva tanítónak szegődött egy Buenos Aires környéki kisvárosban.
Ekkortájt olvasta Jean Cocteau Ópium című könyvét, amelynek szürrealizmusa gyökeresen megváltoztatta az irodalomról alkotott elképzelését.
1938-ban Julio Denis álnéven megjelent első verseskötete Presencias (Jelenlétek) címmel, erről azonban később úgy nyilatkozott, mint ifjúkori botlásról, amelyet jobb lett volna kihagyni a cortázari életműből. 1944-től francia irodalmat tanított az egyetemen, ám Perón hatalomra jutását (1945) követően benyújtotta lemondását. Ekkoriban jelent meg első elbeszélése Bruja (A boszorkány) címmel.
1946-ban egy Jorge Luis Borges által vezetett irodalmi lapban megjelent La casa tomada (Az elfoglalt ház) című novellája. Ugyanebben az évben jelent meg Keatsről írt tanulmánya, a La urna griega en la poesía de John Keats (A görög váza John Keats költészetében).
Alig kilenc hónap alatt fordítói címet szerzett angol és francia nyelvből. A francia kormány ösztöndíját elnyerve Párizsba utazott, itt az UNESCO fordítója lett. Három évvel később Olaszországba utazott, ahol Edgar Allan Poe műveit fordította spanyolra.
1956-ban Final del juego (A játék vége) címmel jelentette meg egyik leghíresebb novelláskötetét. A Puerto Ricó-i Egyetem gondozásában jelent meg Poe prózai műveinek fordítása.
Három évvel később jelent meg Las armas secretas (Titkos fegyverek) című novelláskötete, benne a jazzszaxofonista Charlie Parker figuráját feldolgozó El perseguidor (Az üldöző).
1963-ban jelent meg kísérleti nagyregénye Rayuela (Ugróiskola, a magyar kiadás címe Sántaiskola) címmel, melynek különlegessége, hogy a lineáris olvasat mellett az író két olvasási „útvonalat” is felajánl az olvasónak. A regényből már az első évben 5000 példány fogyott.
1968-ban másik híres regénye, a 62. Modelo para armar (62. Kirakós játék) mellett megjelentette kollázsszerű könyvét Último round (Az utolsó menet) címmel.
1975-ben az Oklahomai Egyetem meghívott előadója, ahol saját művein kívül a latin-amerikai irodalomról tartott kollokviumot.
1981-ben François Mitterrand-tól megkapta a francia állampolgárságot.
Hetvenévesen hunyt el leukémiában, a párizsi Montparnasse temetőben helyezték örök nyugalomra.

## Jelentősebb művei

### Spanyol nyelven
- La otra orilla (A másik part) – elbeszélések (1945)[2]
- La urna griega en la poesía de John Keats (A görög váza John Keats költészetében) – tanulmány (1946)
- Teoría del túnel (Az alagút-elmélet) – irodalomelméleti értekezés
- Bestiario (Bestiarium) – novelláskötet (1951)
- Historia de cronopios y de famas (Dulimanók és fámák) – novelláskötet (1962)
- Octaedro (Oktaéder) – novelláskötet (1974)
- Fantomas contra los vampiros multinacionales (Fantomas a vámpírok ellen) – képregény (1975)
- Alguien que anda por ahí (Valaki, aki erre jár) – novelláskötet (1977)
- Los autonautas de la cosmopista (Autonauták a kozmopályán) (1982)
- Rayuela (Sántaiskola) – regény (1963)

### Magyarul
- Nagyítás. Elbeszélések; vál. Csép Attila, ford. Barta Zsuzsa et al.; Európa, Bp., 1977 (Európa zsebkönyvek)
- Fantomas a vámpírok ellen; ford. Dobos Éva; Magvető, Bp., 1978 (Rakéta Regénytár)
- A nyertesek; ford. Nagy Mátyás; Európa, Bp., 1979
- Az összefüggő parkok. Elbeszélések; ford. Barta Zsuzsa et al., utószó Bogdán László; Kriterion, Bukarest, 1983 (Horizont könyvek)
- Bestiárium. Elbeszélések; ford. Székács Vera et al.; Ulpius-ház, Bp., 2003 (Ulpius klasszikusok)
- Rítusok; ford. Benczik Vilmos et al.; L'Harmattan, Bp., 2004 (Julio Cortázar-életműsorozat)
- Játékok; ford. Blastik Margit et al.; L'Harmattan, Bp., 2005 (Julio Cortázar-életműsorozat)
- Átjárók; ford. Barta Zsuzsa et al.; L'Harmattan, Bp., 2005 (Julio Cortázar-életműsorozat)
- Itt és most; ford. Imrei Andrea et al.; L'Harmattan, Bp., 2006 (Julio Cortázar-életműsorozat)
- Kronópiók és fámák története; ill. Paul Klee rajz., ford. Csép Attila et al.; L'Harmattan, Bp., 2006 (Julio Cortázar-életműsorozat)
- 62. Kirakós játék; ford. Imrei Andrea; L'Harmattan, Bp., 2009 (Julio Cortázar-életműsorozat)
- Sántaiskola; ford. Benyhe János; L'Harmattan, Bp., 2009 (Julio Cortázar-életműsorozat)
- Sehol sem teljesen jelen. Válogatott esszék; vál. Imrei Andrea, ford. Imrei Andrea, Scholz László, Tomcsányi Zsuzsanna; L'Harmattan, Bp., 2015 (Julio Cortázar-életműsorozat)
- Dulimanók és fámák – kispróza

## Cortázar a filmvásznon
- Michelangelo Antonioni Nagyítás (1966) című filmjéhez Cortázar egyik novellája, a Las babas del diablo szolgált alapul, amely magyarul Nagyítás címmel jelent meg.
- A Tim Robbins és Sarah Polley főszereplésével készült A szavak titkos élete (2005) című amerikai–spanyol koprodukciós filmben utalást találunk Cortázar Cora kisasszony című novellájára.
- Cortázar novellája alapján Eszenyi Enikő és Kaszás Attila főszereplésével készítette el Vecsernyés János 1987-ben az Engedetlen kezek című 20 perces kisjátékfilmjét.

### E-novellák
- Az összefüggő parkok
- Mese tanulság nélkül
- Az elfoglalt ház[halott link]
- Cortázar néhány mikronovellájának magyar fordítása a Papeles inesperados című posztumusz kötetből